# Wilczyca kapitolińska
Wilczyca kapitolińska – rzeźba wilczycy, stanowiąca symbol stolicy starożytnego imperium rzymskiego. Wilczyca była świętym zwierzęciem boga wojny Marsa. Jak głosi legenda, zwierzę miało zaopiekować się i wykarmić Romulusa i Remusa. 
Rzeźba została wykopana na Palatynie we wczesnym średniowieczu i od początku X wieku stała na Lateranie. W 1471 r. papież Sykstus IV podarował ją Rzymowi i wtedy trafiła do Palazzo dei Conservatori na Kapitol.

## Datowanie
Rzeźbę przypisuje się Etruskom i datuje na V w. p.n.e. Jednak zdaniem Adriana La Reginy, profesora etruskologii z uniwersytetu La Sapienza w Rzymie i konserwator Anny Marii Carruby pochodzi ona najpewniej ze średniowiecza, gdyż została odlana w jednym kawałku, a wszystkie znane nam antyczne rzeźby tej wielkości odlano w kilku kawałkach. Muzeum Kapitolińskie, w którym stoi rzeźba, wciąż jednak datuje ją na początek V w. p.n.e. Postacie chłopców niewątpliwie zostały dodane dopiero w XV wieku, przypuszczalnie wykonał je Antonio Pollaiuolo.